# Ievgueni Miroixnitxenko
Ievgueni Miroixnitxenko, conegut com a "Miro", (nascut el 28 de desembre de 1978), és un jugador d'escacs ucraïnès, que té el títol de Gran Mestre des de 2002. Ha estat Campió d'Ucraïna en dues ocasions, els anys 2003 i 2008
Tot i que roman inactiu des de desembre de 2018, a la llista d'Elo de la FIDE del desembre de 2021, hi tenia un Elo de 2597 punts, cosa que en feia el jugador número 23 d'Ucraïna. El seu màxim Elo va ser de 2696 punts, a la llista de juliol de 2009 (posició 39 al rànquing mundial).
|  |

## Resultats destacats en competició
Els anys 2003 i 2008 va guanyar el Campionat d'Ucraïna.
El 2003 empatà als llocs 1r a 3r amb Iuri Iàkovitx i Aleksandr Potàpov al Torneig Fakel Jamala a Noiabrsk, i fou 1r al torneig Palmira Stars a Odessa. També el 2003 va empatar als llocs 1r–7è amb Vladímir Burmakin, Eduardas Rozentalis, Philipp Schlosser, Oleksandr Aresxenko, Jakov Geller i Dmitri Botxarov a l'obert de Cappelle-la-Grande.
El 2004 fou primer a l'Obert Neuburger de Friburg. També el 2004, empatà als llocs 3r-7è (i fou cinquè per desempat) al V Campionat d'Europa individual celebrat a Antalya.
L'abril de 2005 empatà al segon lloc a l'Obert de Dubai, amb nou altres escaquistes (el campió fou Wang Hao). També el 2005, fou primer a l'Obert d'Esmirna, una posició que repetí en l'edició de 2006. A finals d'any, va participar en la Copa del món de 2005 a Khanti-Mansisk, un torneig classificatori per al cicle del Campionat del món de 2007, on tingué una mala actuació i fou eliminat en primera ronda per Oleg Kornéiev. El 2006 fou tercer a l'Obert d'Abu Dhabi (el campió fou Vugar Gaixímov).
El 2009 empatà als llocs 1r a 4t amb Oleksandr Aresxenko, Humpy Koneru i Magesh Panchanathan a la Mumbai Mayor Cup.

## Partides destacades
David Navara (2602) - Ievgueni Miroixnitxenko (2599), Antalya 2004, [B04]
1.e4 Cf6 2.e5 Cd5 3.d4 d6 4.Cf3 dxe5 5.Cxe5 Cd7 6.Cxf7 Rxf7 7.Dh5+ Re6 8.g3 b5 9.a4 c6 10.Cc3 g6 11.Ah3+ Rf7 12.Df3+ C7f6 13.Axc8 Txc8 14.axb5 cxb5 15.Txa7 Cxc3 16.bxc3 Dd5 0-1